# 无锡影视基地
31°28′59″N 120°13′45″E / 31.4831°N 120.2293°E

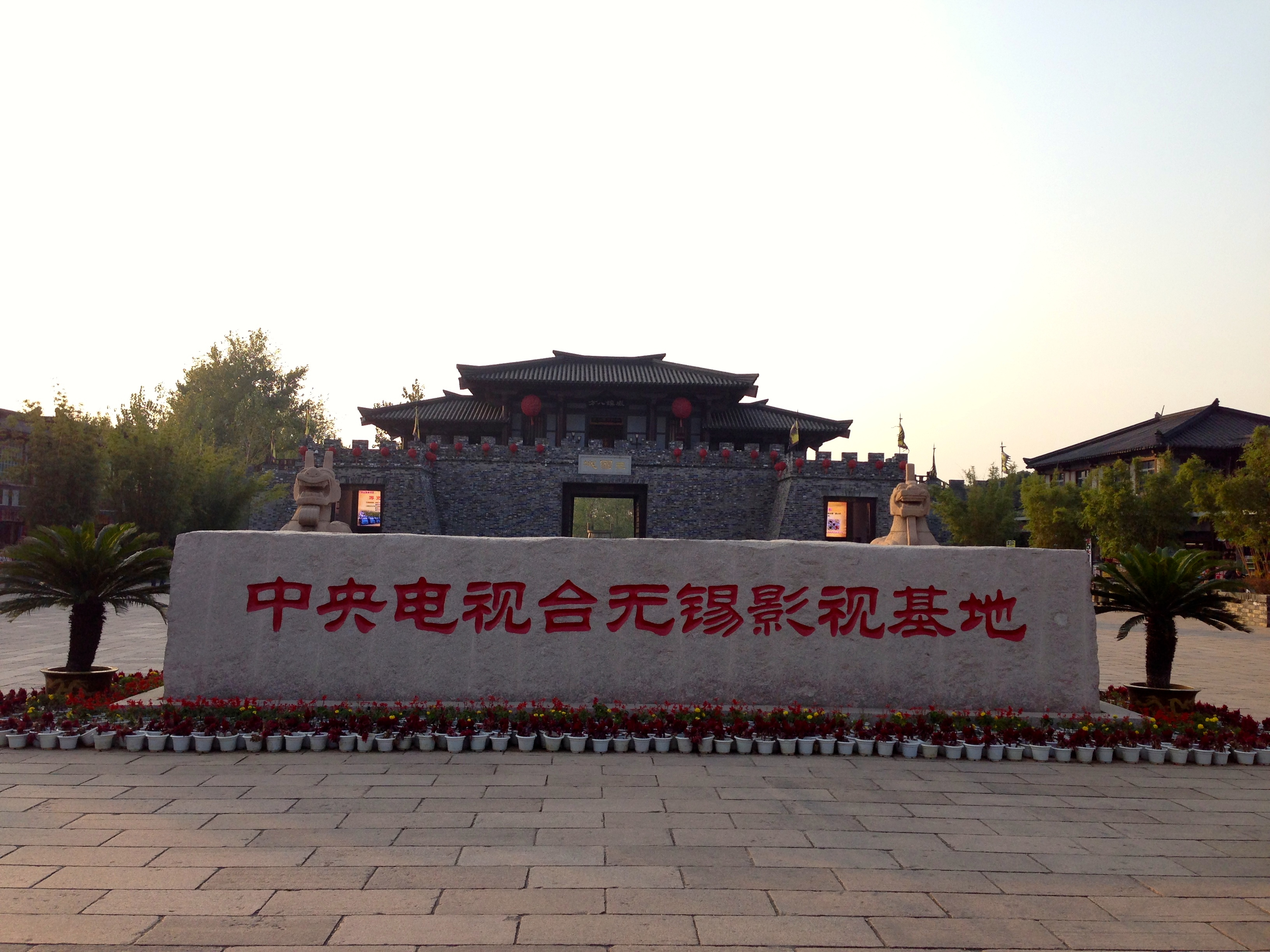
基地大门

无锡影视基地是位于中國江苏省无锡市的一座大型影视基地，1987年4月20日由中国中央电视台建立，占地约100公顷，水面面积達200公顷，是中国国家5A级旅游景区之一。目前产权属于中视传媒无锡影视基地分公司。

## 简介
1982年11月，广播电视部部长吴冷西提出在无锡建一个全国广电系统创作公寓。中国中央电视台领导班子赴无锡实地考察后认为，建一个“电视剧外景中心”更为适宜。1987年4月，中央电视台节目外景摄制中心工程落成，并正式命名为“中央电视台无锡外景基地”。1988年初，利用《西游记》部分拍摄场景和道具兴建“西游记艺术宫”；10月1日对外开放。1990年动工兴建唐城景区，1991年5月1日建成，为全国第一个全功能电视节目生产设施。1992年5月，决定在无锡军嶂山北侧建立“三国城”；1993年4月开工，1994年8月对外开放。

## 组成
- 唐城景区
  - 御花园、华清池、唐宫、老北京四合院、老上海一条街
- 三国城景区
  - 吴王宫、后宫、甘露寺、汉鼎、曹营水寨、吴营水寨、周瑜点将台
- 水浒城景区
  - 皇宫、樊楼、清明上河街、御街、紫石街、水泊梁山

## 影视剧
在无锡影视城拍摄的影视剧
- 《三国演义》
- 《水浒传》
- 《唐明皇》
- 《杨贵妃》
- 《大明宫词》
- 《笑傲江湖》
- 《大宅门》
- 《射雕英雄传》
- 《大唐歌飞》
- 《天下粮仓》
- 《神医》
- 《刁蛮公主》
- 《新醉打金枝》
- 《女媧傳說之靈珠》
- 《武媚娘傳奇》
- 《張保仔》
- 《東坡家事》
- 《知否？知否？應是綠肥紅瘦》
- 《斛珠夫人》

## 图库

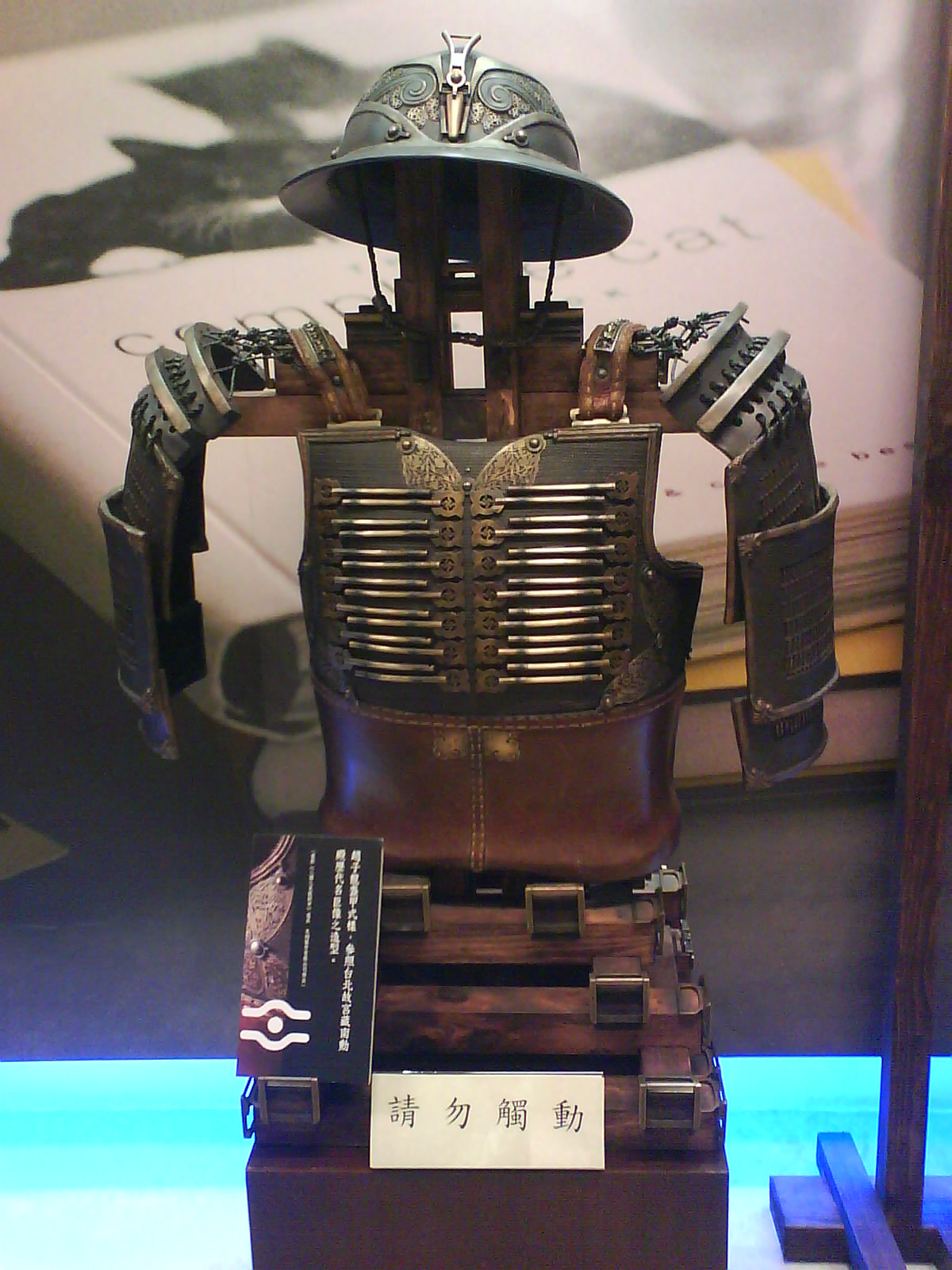
无锡影视基地中的仿制盔甲
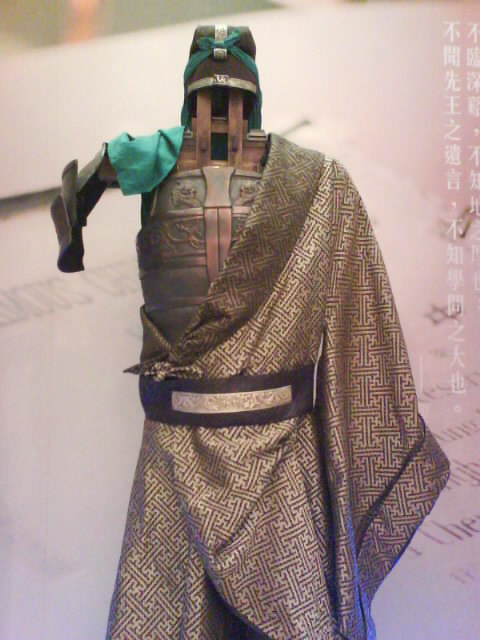
无锡影视基地中的仿制盔甲
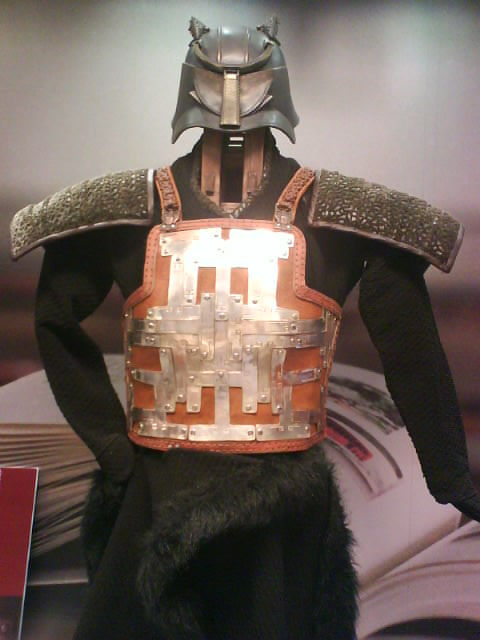
无锡影视基地中的仿制盔甲
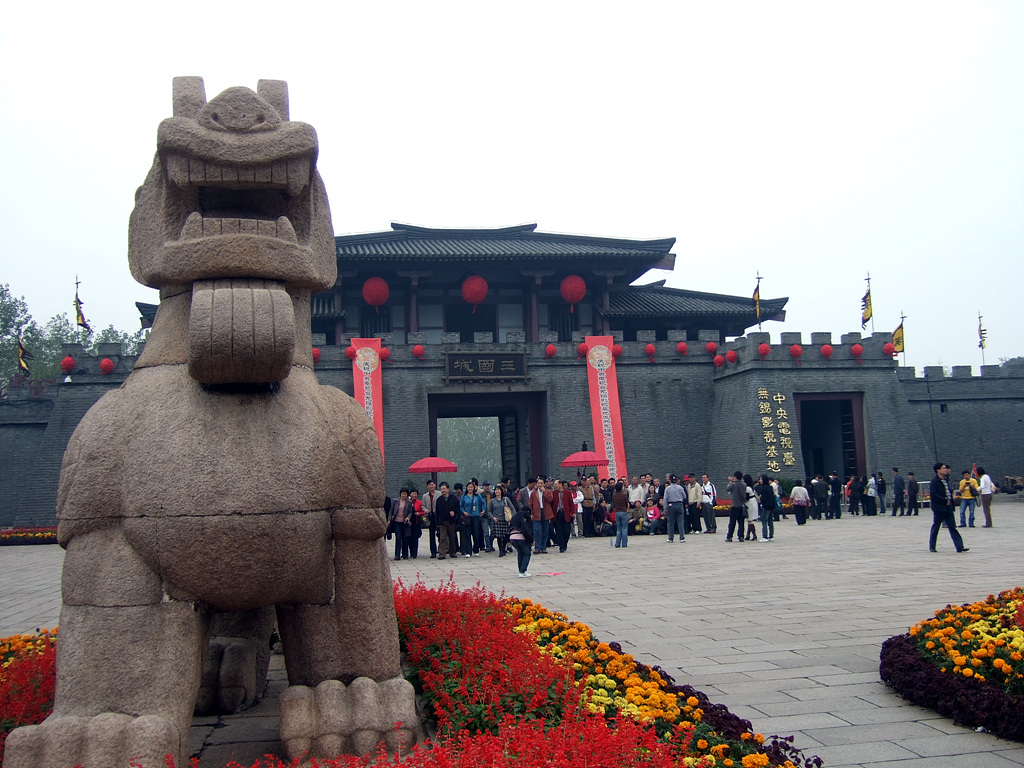
大门
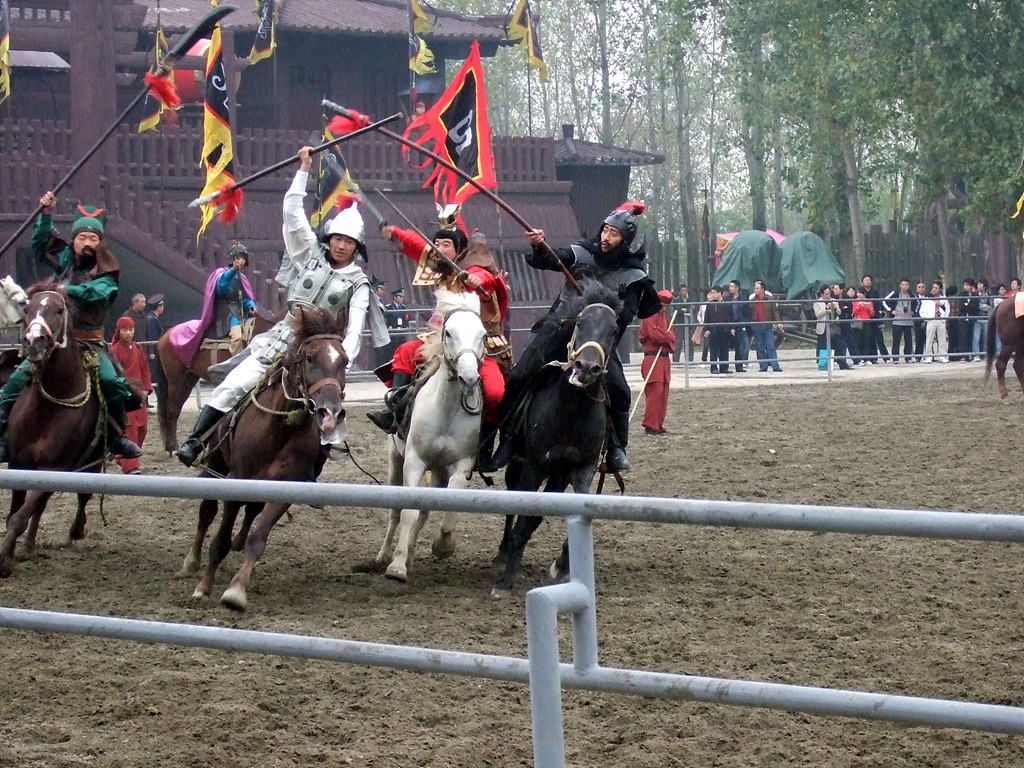
影视基地里面的三英战吕布
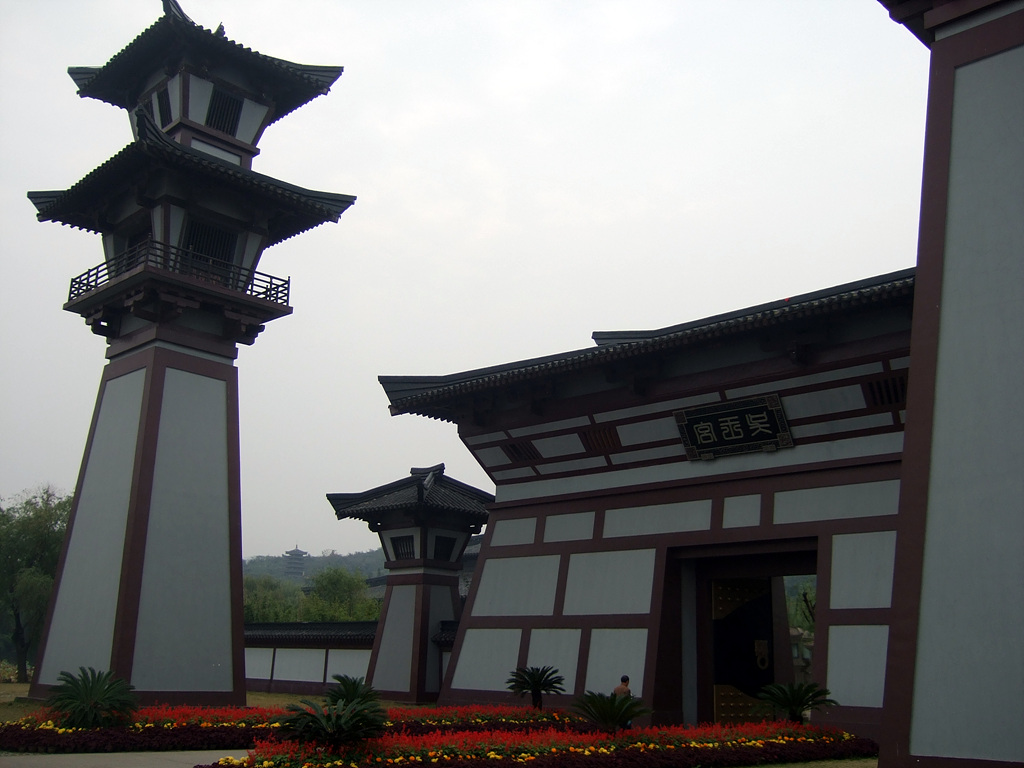
影视基地的东吴王宫
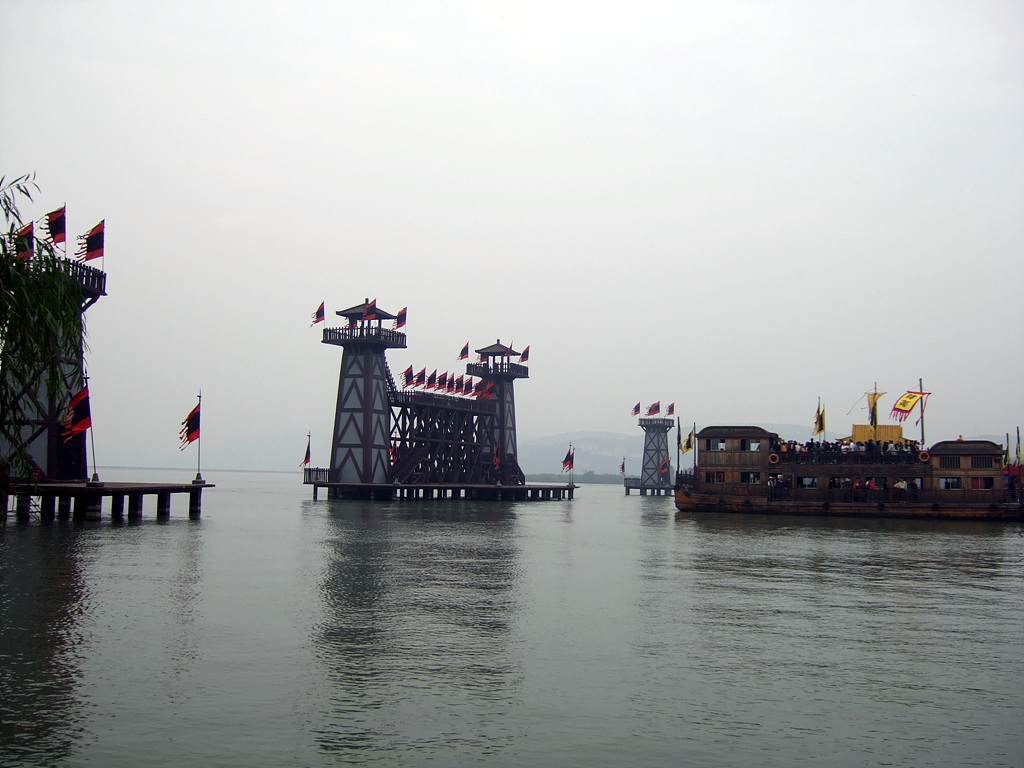
影视基地里的东吴水军
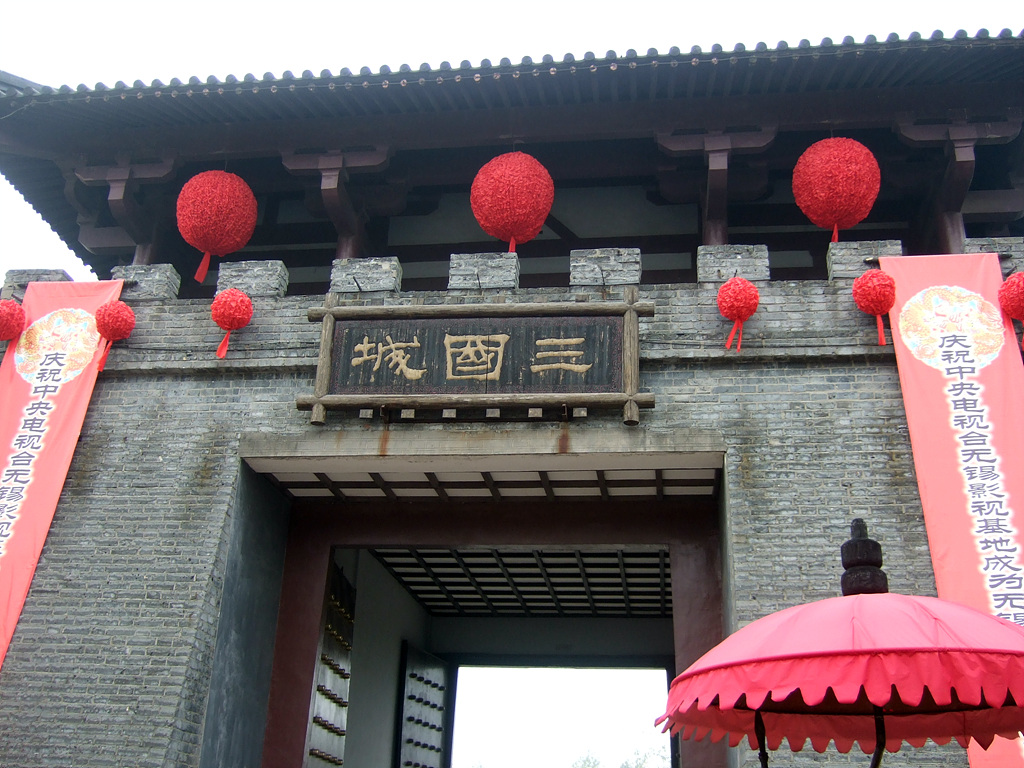
三国城
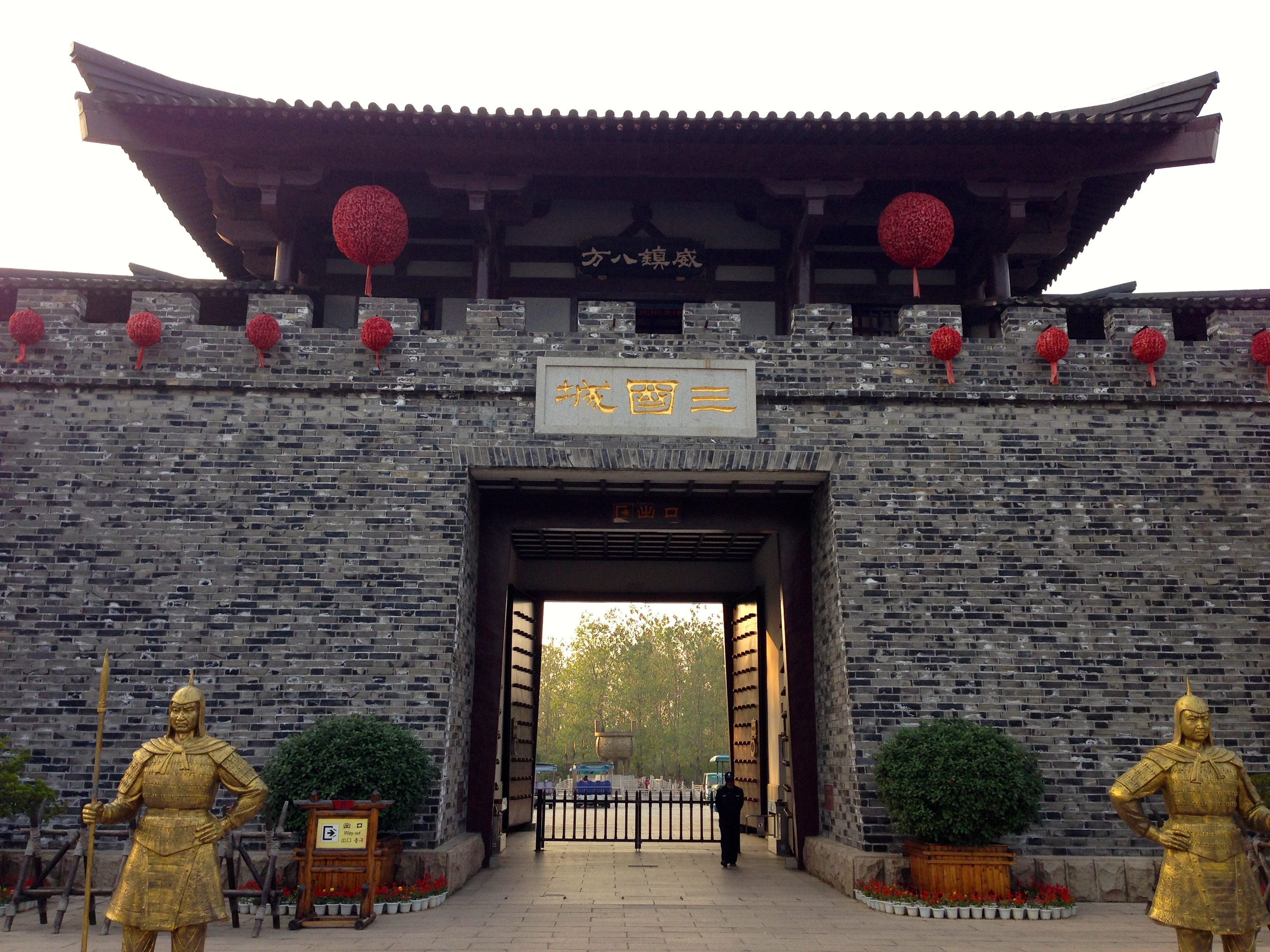
三国城正门
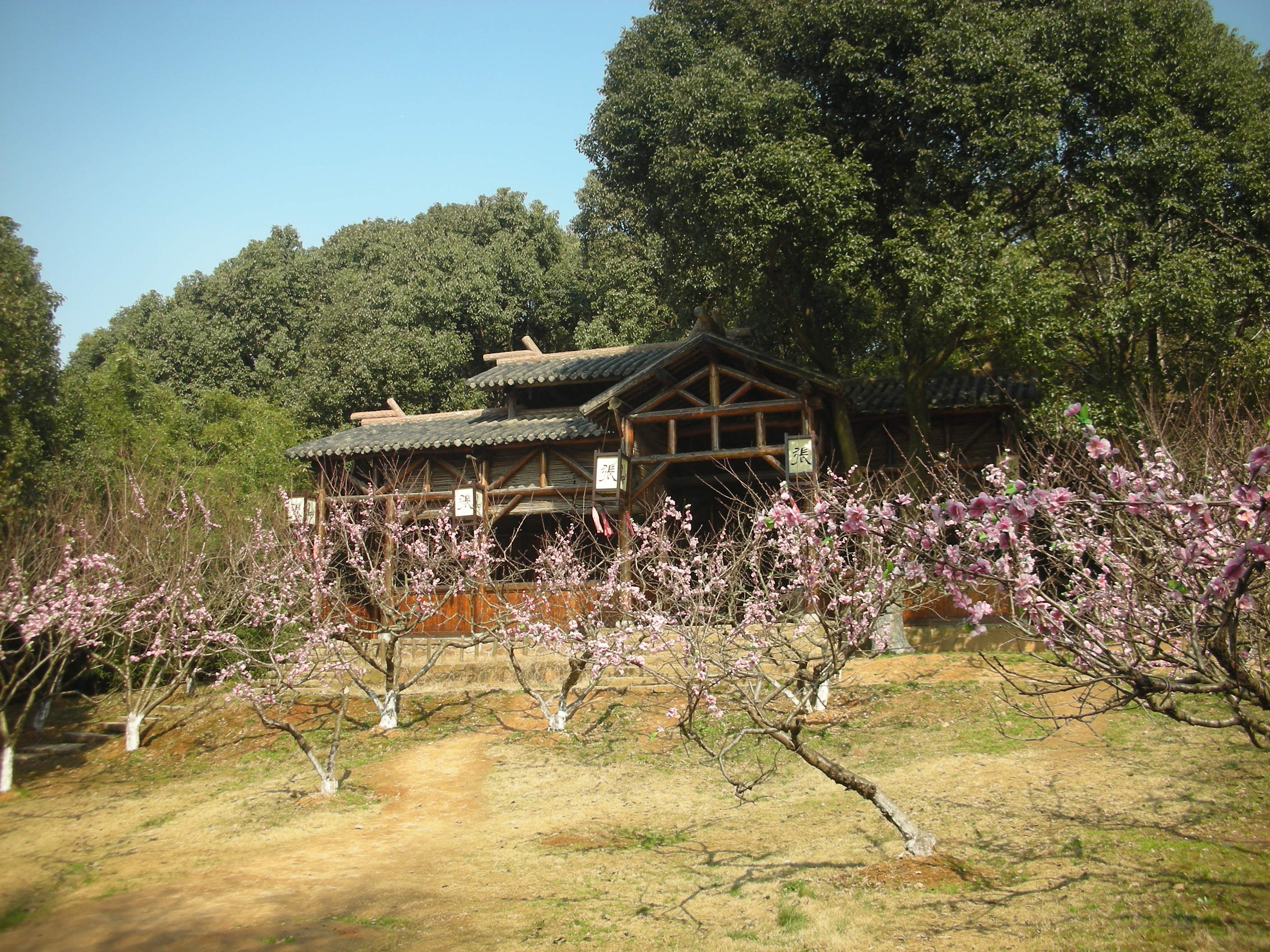
桃园结义场景图
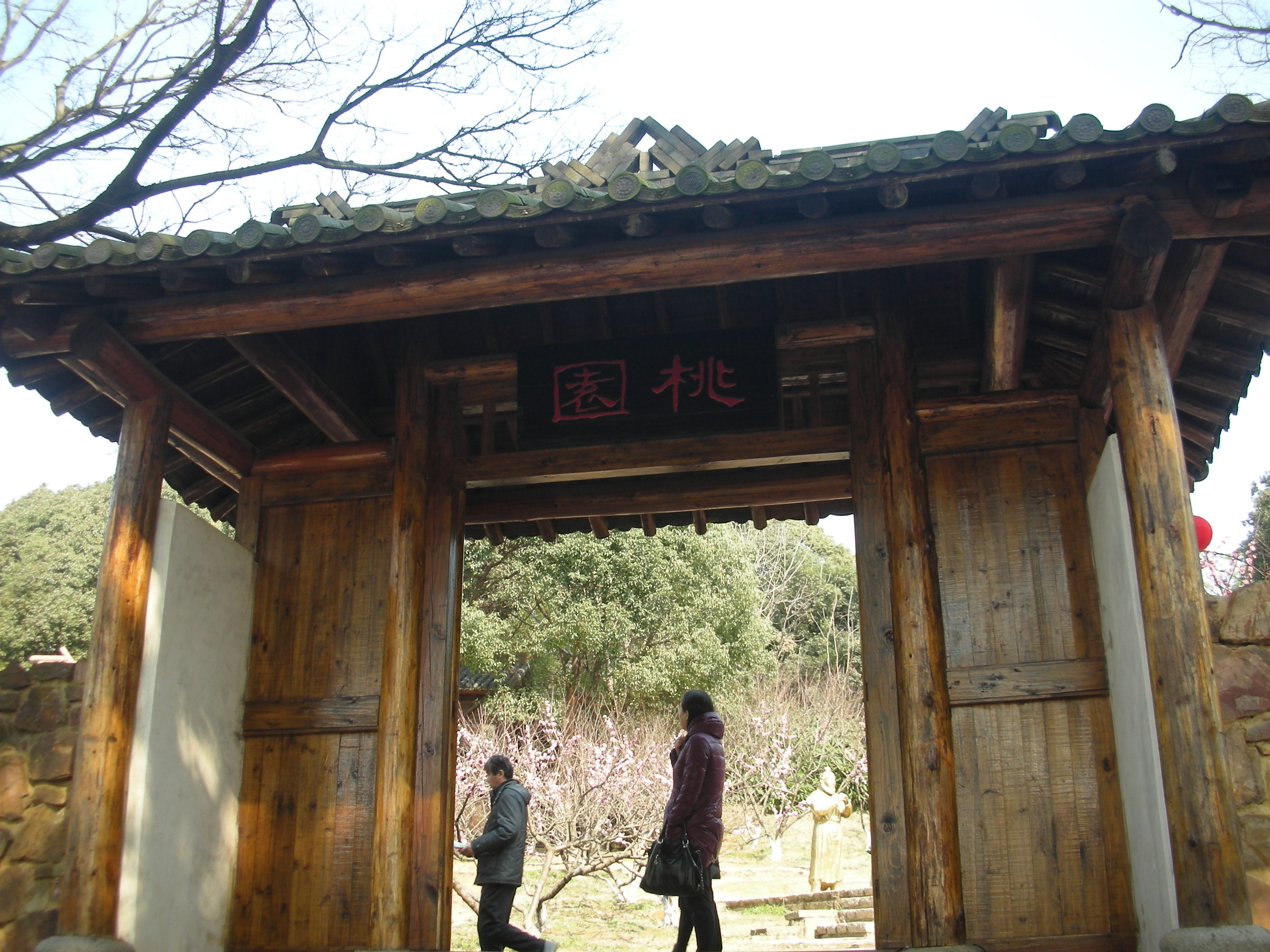
桃园结义的门口